# Jorge Bava
Jorge Rodrigo Bava (Montevidéu, 2 de agosto de 1981) é um treinador e ex-futebolista uruguaio que atuava como goleiro. Atualmente comanda o Santa Fe.

## Títulos

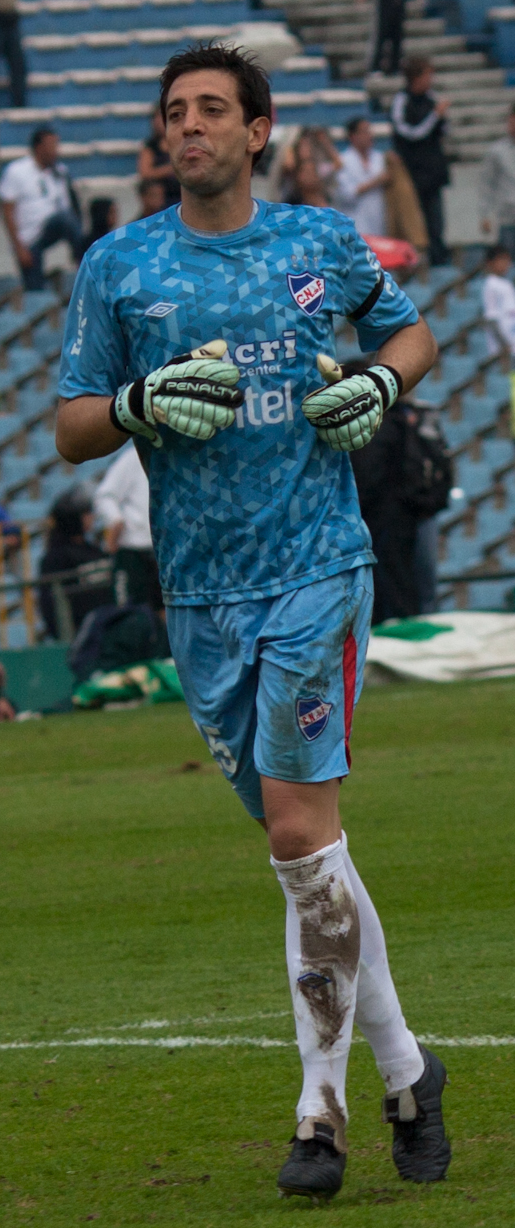
O goleiro no

### Como jogador
Nacional
- Campeonato Uruguaio: 2002, 2005, 2005–06 e 2011–12

Libertad
- Campeonato Paraguaio: 2007

### Como treinador
Liverpool
- Supercopa Uruguaya: 2023
- Campeonato Uruguaio: 2023

Santa Fe
- Campeonato Colombiano: 2025-I